# L’Invasion des cubes
L’Invasion des cubes (The Power of Three) est le quatrième épisode de la septième saison de la deuxième série de la série télévisée britannique de science-fiction Doctor Who, diffusé sur BBC One le 22 septembre 2012.

## Accroche
Il y a eu de nombreuses façons d'envahir la Terre, et le Docteur les a toutes connues. Ou du moins il l'avait toujours pensé — et voilà que la race humaine se réveille un matin et découvre que le monde a été envahi par… de petits cubes noirs. Et ensuite ils se mettent à… ne rien faire du tout. Un plan est en cours, l'humanité est en danger — mais par quoi et comment, et par-dessus tout, quand ? Pour la première fois dans sa carrière de sauveur du monde le Docteur doit faire appel à la moindre de ses vertus : la patience. Et les Ponds doivent affronter ce qui est probablement plus terrifiant qu'une apocalypse terrestre : le Docteur s'installe chez eux!

## Distribution
- Matt Smith : Le Docteur
- Karen Gillan : Amy Pond
- Arthur Darvill : Rory Williams
- Jemma Redgrave : Kate Stewart
- Mark Williams : Brian Williams
- Steven Berkoff : Shakri
- Stephen Blything : Henry
- Selva Rasalingam : Ranjit
- Alice O'Connell : Laura
- Alan Sugar : Lui-même
- Brian Cox : Lui-même

## Résumé
Amy et Rory ont essayé de s'adapter à la vie quotidienne normale sans avoir à voyager avec le Docteur. Un jour, des millions de petits cubes noirs apparaissent autour du globe, mais ils semblent être inertes et invulnérables. Le Docteur, alerté par des rapports à ce sujet, arrive pour donner son aide. UNIT, dirigé par Kate Stewart, la fille du brigadier Lethbridge-Stewart, arrive après avoir détecté l'arrivée du Docteur et lui explique qu'ils n'ont aucune idée de l'effet des cubes. Après plusieurs jours d'attente, le Docteur décide qu'il n'y a pas de problème et charge Brian, le père de Rory, de surveiller les cubes.
Au cours de l'année suivante, Amy et Rory vivent leur vie. Le Docteur revient au milieu de l'année, en emmenant Amy et Rory pour un voyage de quelques semaines dans leur temps relatif ; Brian remarque leur absence et demande au Docteur ce qui est arrivé à ses compagnons précédents. Le Docteur dit que certains sont morts, mais fait la promesse que cela n'arrivera pas à Amy ou Rory. Sans être remarqués par personne, à l'hôpital où Rory travaille, une fillette avec un cube de contrôle et des infirmiers avec un visage déformé capturent quelques patients sélectionnés.
Un an après leur arrivée, les cubes commencent à s'activer, enregistrent le contenu des réseaux d'information dans le monde et commencent à attaquer. Alors que Rory et Brian se rendent à l'hôpital pour aider les personnes blessées par les cubes, le Docteur et Amy sont appelés à la Tour de Londres, où Kate leur montre plusieurs cubes qui sont en cours d'analyse, chacun se comportant d'une façon différente. Soudain, les cubes affichent le chiffre "7" et entament un compte à rebours. Pendant ce temps, à l'hôpital, Brian est enlevé par les deux infirmiers jumeaux et emmené dans un ascenseur, où ils disparaissent ; Rory les suit et découvre que la paroi de l'ascenseur est un portail vers un vaisseau spatial en orbite terrestre.
À la fin du compte à rebours, les cubes s'ouvrent tous, et apparaissent vides, mais bientôt des rapports annoncent que des personnes meurent d'un arrêt cardiaque partout à travers le monde. L'un des deux cœurs du Docteur lui-même s'arrête, et il se rend compte qu'à leur ouverture, les cubes ont envoyé une impulsion électrique qui a tué environ un tiers de la population humaine. L'équipe de Kate retrace une communication entre les cubes et sept points différents à travers le monde, dont un à l'hôpital où travaille Rory ; le Docteur et Amy s'y rendent immédiatement. Ils trouvent la fillette, que le Docteur identifie comme un androïde, et la désactive, avant de localiser l'ascenseur et le portail.
À bord du vaisseau spatial, Amy et Rory sauvent Brian tandis que le Docteur rencontre un membre des Shakri, qui, selon le Docteur, étaient une légende Gallifreyienne d' "exterminateurs" de l'Univers. Le Shakri déclare qu'ils sont là pour anéantir l'humanité avant qu'ils ne s'étendent à travers la galaxie, et se prépare à lancer une deuxième vague de cubes pour tuer encore plus d'humains avant de disparaître. Le Docteur utilise l'ordinateur de bord pour inverser le choc que les cubes ont donné aux victimes d'origine, permettant leur restauration, et s'échappe du vaisseau avant que la rétroaction des cubes ne le détruise. Alors que le monde se remet de cette crise, le Docteur se prépare à partir lorsque Brian insiste sur le fait qu'Amy et Rory doivent aller avec lui, en déclarant que les aventures qu'ils ont avec lui sont une occasion unique dans une vie.

## Continuité
- Le Docteur parle à Brian de certains de ses précédents compagnons, en disant que certains d'entre eux l'ont quitté et que d'autres sont morts.
- À un moment donné, le Docteur, Amy et Rory se détendent et mangent des poissons panés crème anglaise, la nourriture que le Docteur arrive à manger lors de sa première rencontre avec Amy dans « Le Prisonnier zéro »[3].
- Le repas d'Amy et de Rory dans le tout nouveau hôtel Savoy est gâché par "un vaisseau spatial Zygon garé sous l'hôtel Savoy" ; les Zygons sont précédemment apparus dans l'aventure du quatrième Docteur « Terror of the Zygons » (1975)[4].
- Dans l'épisode précédent « A Town Called Mercy », le Docteur fait référence au fait que Rory a laissé son chargeur de téléphone dans les appartements d'Henri VIII. Dans cet épisode, nous voyons le chargeur de téléphone sous le lit du roi Henri VIII, lorsque les trois personnages sont cachés là.
- Lorsque l'un des cœurs du Docteur s'arrête à cause d'un cube, celui-ci se plaint à Amy qu'il ne comprend pas comment les humains peuvent survivre avec un cœur. Chose qu'il disait aussi dans l'épisode « Peines d'amour gagnées ».
- La Tour de Londres servait déjà de base de UNIT dans « L'Invasion de Noël » et son utilisation en tant que base était déjà évoquée dans le double épisode A.T.M.O.S.
- Le personnage de Kate Stewart, fille du Brigadier Lethbridge-Stewart était déjà apparu dans deux téléfilms spin-off non officiels de Doctor Who : Downtime et Dæmos Rising et joué par Beverley Cressman. Celle-ci dirige dorénavant UNIT à la suite de la mort du Brigadier (mort qui avait été évoquée au début de l'épisode « Le Mariage de River Song »)[4].

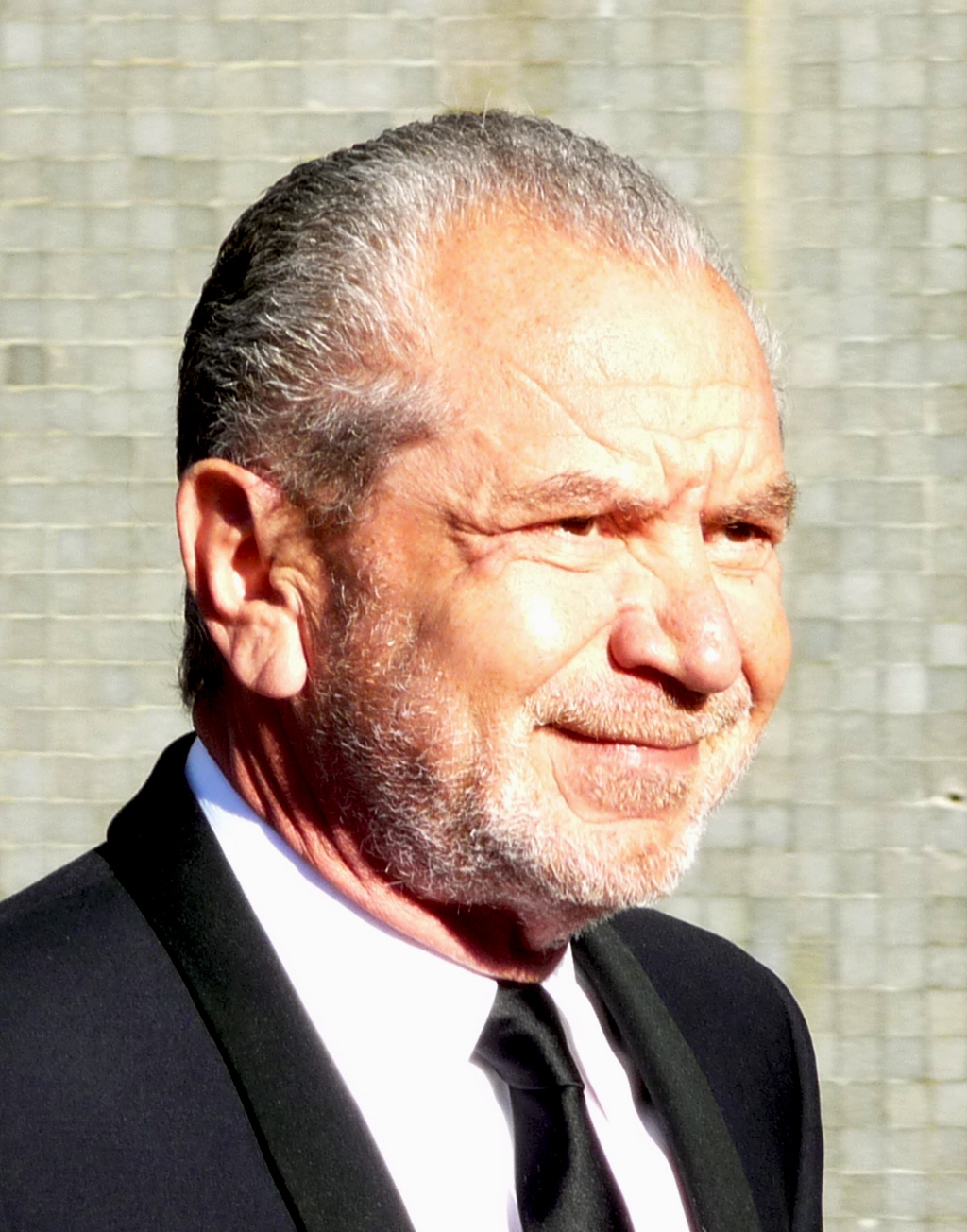
L'épisode comporte un caméo de Lord Sugar, filmé sur le plateau de son émission The Apprentice.

## Remarque
La musique diffusée par un des cubes dans la base secrète sous la Tour de Londres est connue dans le monde francophone sous le nom de la Danse des Canards.

## Production

### Scénarisation
À l'origine l'épisode devait s'intituler "Cubed" mais fut finalement renommé "The Power of Three" Le scénario de l'épisode fut confié au scénariste Chris Chibnall, ancien showrunner de la série dérivée de Doctor Who Torchwood et auteur des épisodes Brûle avec moi (2007) et le double épisode La Révolte des intra-terrestres (2010) et Des dinosaures dans l’espace. Chibnall décrit cet épisode comme une "adorable histoire d'invasion de la Terre" qu'il voulait différente des précédentes car elle se concentre sur la vie d'Amy et Rory avec le Docteur et son impact sur leurs vies. L'épisode est bien plus centré sur leur point de vue, car le Showrunner Steven Moffat souhaitait les mettre en valeur avant qu'ils ne partent de la série dans l'épisode suivant. L'idée était d'en faire une sorte de remake du film L'Homme qui vint dîner dans le style de Doctor Who. Chibnall dit aussi s'être inspirée de l'histoire du MSC Napoli. Matt Smith a introduit une courte remarque à propos de Twitter dans cet épisode, qui reflète sa décision de s'éloigner de ce réseau social.
C'était une idée de Chris Chibnall de voir le retour de l'agence UNIT, dont l'apparition remonte dans la série à l'épisode « The Invasion » (1968) sous la houlette du deuxième Docteur, joué par Patrick Troughton. À la suite de la mort de l'acteur Nicholas Courtney le personnage de son dirigeant, le Brigadier, était déclaré comme décédé et il fallait montrer qu'une transition s'était effectuée.

### Tournage
La lecture du script de l'épisode eu lieu à Roath Lock à Cardiff le 27 avril 2012, et le tournage pris place lors du troisième bloc de production de la saison ce qui fit que cet épisode fut le dernier épisode tourné par Karen Gillian et Arthur Darvill dans leur rôle d'Amy et Rory. La dernière scène dans lesquels les trois acteurs principaux jouaient ensemble fut celle où le Docteur et ses compagnons s'en vont après avoir dit au revoir à Brian. Une fois les portes du TARDIS refermé, Karen Gillian, Arthur Darvill et Matt Smith se prirent dans les bras les uns des autres et commencèrent à pleurer,.
Néanmoins quelques scènes à l'extérieur de la maison d'Amy et Rory furent retournées en juin et en juillet 2012, les obligeant à revenir,. Matt Smith avoue avoir apprécié de tourner avec Jemma Redgrave, dont il dit qu'elle est "gracieuse, drôle, charmante et dont la présence fut un plaisir."

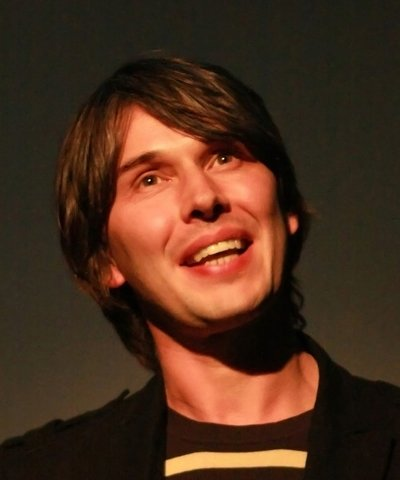
Le physicien Brian Cox apparait aussi dans cet épisode, donnant son opinion sur l'origine des cubes.

Le producteur Marcus Wilson estima que plus d'une centaine de cubes furent créés pour cet épisode et bien plus d'autres furent recréés en images de synthèse. La discussion entre Amy et le Docteur à l'extérieur de la Tour de Londres ne put pas être tournée sur place à cause des Jeux olympiques de Londres et fut filmée à Cardiff et mélangé à d'autres images de Londres afin d'en recréer l'illusion. L'épisode possède aussi des caméos du physicien Brian Cox et de Lord Sugar, tous deux très fans de la série. L'apparition de Lord Sugar fut filmée durant la réalisation de son émission de télé-réalité, la version anglaise The Apprentice.

## Diffusion et Réception
"The Power of Three" fut diffusée pour la première fois le 22 septembre 2012, au Royaume-Uni sur BBC One et aux États-Unis sur BBC America. L'audience fut de 5.49 million de téléspectateurs pour la diffusion live de l'épisode et l'audience totale fut de 7.67 millions de téléspectateurs, faisant de l'épisode le 13e programme le plus regardé de la semaine et le 5e programme de BBC One le mieux regardé. L'épisode reçut 1,3 million de requête sur le iPlayer de la BBC, le plaçant sur le 4e programme le plus téléchargé sur le iPlayer, derrière les trois épisodes précédents de la série. Son Index d'Appréciation fut de 87 ce qui le considère comme "excellent".
En France, l'épisode diffusé le 1er juin 2013 à 20 h 35 sur France 4 a été suivi par 392 000 téléspectateurs soit 1,7 % de parts de marché.

### Critiques
La critique eut sur cet épisode des avis qui allèrent de « positif » à « partagé ». David Martin du journal The Guardian adora l'épisode estimant qu'il rappelle les meilleurs moments de l'époque où Russell T Davies gérait la série jusqu'à « en posséder les mêmes faiblesses » car il estime que « la fin est bâclée et même l'utilisation d'un « bouton magique » ne peut la sauver - même si l'épisode reste dans tous les sens, tout à fait superbe. » Neela Debnath, de The Independent loue la façon dont l'épisode montre la vie des compagnons en dehors du TARDIS, met en valeur Amy et Rory et introduit le personnage de Kate Stewart et ses liens avec le Brigadier.
Le critique de Radio Times, Patrick Mulkern décrit l'épisode comme "de la télévision bien faite" et trouve que le personnage de Kate est un "très bon ajout" même si toutefois, il "n'adhère pas du tout à la résolution de l'épisode par le Docteur." Keith Phipps du site "The A.V. Club" mis un B+ à l'épisode, trouvant que si l'idée de départ est "assez standard" et facile, le concept des cubes et leur "invasion lente" est "racontée de manière intelligente." Matt Risley du magazine IGN donna une note de 8/10 à cet épisode, estimant que les 3/4 de l'épisode sont "brillants" par leur émotion et leur humour, hélas gâchée par un "dénouement brusque" et le manque d'explication de la présence des aliens dans l'hôpital." Une opinion partagée par Morgan Jeffery de Digital Spy, qui donnera 4 étoiles sur 5 à un épisode de Doctor Who "émouvant, drôle et entrainant" avec un dénouement décevant.
Russell Lewin du magazine SFX donne à l'épisode 3,5 étoiles sur 5, estimant qu'il s'agit du meilleur épisode de Doctor Who jamais écrit par Chris Chibnall. Lui aussi estime la fin décevante et estime que cela est compensé par les autres éléments divertissants apparaissant avant, tel UNIT ou l'humour. Pour The Daily Telegraph Gavin Fuller donne une note de 2,5 sur 5, sentant que l'épisode nage dans « des eaux boueuses » avec 20 minutes d'une « exposition puissante mais rien de plus ». Il critique aussi le manque d'explication sur les évènements se déroulant dans l'hôpital de Rory. Néanmoins il aime la discussion entre Amy et le Docteur ainsi que « le compte à rebours et le mystère apporté par les cubes » mais trouve que l'explication finale manque d'originalité et se termine facilement.